# Niederlenz
Niederlenz es una comuna suiza del cantón de Argovia, ubicada en el distrito de Lenzburg. Limita al norte con la comuna de Möriken-Wildegg, al este y sur con Lenzburg, y al oeste con Rupperswil.